# Georges Meurant
Pour les articles homonymes, voir Meurant.
 (février 2020).
Il peut être nécessaire de l'améliorer pour respecter le principe de neutralité de point de vue. Veuillez consulter la page de discussion pour plus de détails.

Georges Meurant, né à Etterbeek le 18 mars 1948 et mort le 29 août 2023 à Bruxelles, est un peintre et essayiste belge.

## Biographie
Georges Meurant naît en 1948 à Etterbeek.
Il est le fils cadet du poète et ethnographe René Meurant (1905-1977) et de l’illustratrice Élisabeth Ivanovsky (1910-2006). Son frère Serge Meurant (1946-2021) est poète, sa sœur Anne Meurant-Magnus (1944) est historienne d'art et musicologue.
Tout en poursuivant des études secondaires en humanités anciennes latin-grec à l'Athénée Robert Catteau (1960-1966) puis les cours de peinture d’après nature et de gravure de l'Académie royale des beaux-arts de Bruxelles (1966-1969), il fréquente les cours de dessin (1961-1970), de peinture (1963-1970), de gravure et lithographie (1966-1971) de l'Académie de Watermael-Boitsfort, la commune bruxelloise où il est domicilié depuis sa naissance. Il dessine et grave.
Il enseigne la gravure à l’Académie royale des beaux-arts de Bruxelles et la lithographie à l’École des Arts d’Ixelles.
En 1985, il épouse le peintre Anne Kellens (Etterbeek 1954) qui lui donne un fils, Arthur Meurant, en 1986. Les Meurant-Kellens acquièrent une maison à Ixelles.

## Œuvre
Meurant peint une dramaturgie des sentiments (1966-1975) puis des invocations de la présence sous l’apparence, prétextes à l'invention picturale (1976-1986). Il expose des dessins d’après nature (1966-1986). De 1971 à 1980 il tente par ailleurs à la plume une rythmique abstraite mimétique de mouvements naturels, en quête de tension par la multiplication d'élisions et de débordements. Il la trace en public au rétroprojecteur, notamment à l'Institut supérieur pour l’Étude du Langage plastique (Bruxelles: ISELP, 22/5/1973). Ces graphes aboutissent à des livres-objets créés notamment avec le poète Serge Meurant (1946) et le philosophe Georges Miedzianagora (1930-2003).
Après vingt ans de figuration des apparences, Meurant se défait de la représentation pour se livrer à la couleur. « Il se sert de dispositifs mobiles. Il peint de petites surfaces montées sur des plots aimantés qu'il peut déplacer et recomposer à sa guise. Il se ménage ainsi la possibilité de combinaisons multiples et de commutations quasi indéfinies, mais qui ne sont encore que le fait de l'artiste (ou d'un intervenant) et non celui de l'œuvre ». En 1988, Meurant se débarrasse des courbes et des obliques, sa peinture devient un patchwork de rectangles colorés par lequel il expérimente les interactions entre les tons. Il peint à l’huile, sur bois, dans des formats généralement carrés de 15 × 15 cm à 240 × 240 cm, toujours signés et datés au dos, destinés aux particuliers, certains entrés dans des collections publiques. L’esthéticien Jean Guiraud étudie sa peinture de 1988 à 2009. Il lui reconnaît l’invention d’un mode nouveau de tension spatiale fondé sur une combinatoire contraignante qui met en œuvre l’ensemble des facteurs constitutifs du champ pictural. Il la nomme champ figural ou induction figurale. L’induction figurale réalise la transmutation discontinue mais inépuisable de l’espace perceptif par les enchaînements imprévisibles d’agrégations et de désagrégations d’ensembles de formes selon une dynamique de réattribution des contours de figures rectangulaires hautement colorées en aplats. « Meurant n’appuie la forme que pour la transmuter. La couleur qui sert à la renforcer sert à la déstabiliser. Du fait qu’ils coïncident, se confondent, se superposent, contrastes et contours sont en rivalité à la limite des formes, ce qui permet au peintre d’obtenir ce qui semblerait impossible, qui est de dissocier la forme de son contour pour pouvoir le réattribuer à toute autre forme ou groupe de formes. »
Les rectangles, placés par Meurant de manière algorithmique, illustrent (avec ceux de Mondrian et de Malevitch) la recherche d'innovation dans le domaine de l'intelligence artificielle, à laquelle travaille l'ingénieur Jacques Lefèvre. Selon Guiraud, « Meurant exploite le cœur du mécanisme qui pourrait commander et l'agrégation [spatiale] des formes et les enchaînements [séquentiels] du langage, ce qui pourrait bien être son apport à la fois le plus mystérieux et le plus important. » Le poète Bernard Noël s'interroge à propos de l’induction figurale : « Comment nommer la qualité de ce qui s'appuie sur le silence pour parler ? » Le sociologue et psychothérapeute gestaltiste Gerhard Stemberger (en) étudie les effets de l'induction figurale sur des personnes souffrant de divers problèmes mentaux The international Society for Gestalt Theory and its Applications (GTA) publie sur sa page web l'intégralité des écrits de Guiraud consacrés à Meurant ainsi que des commentaires de Alberto Argenton et de Akiyoshi Kitaoka (en) sur les rapports entre l'induction figurale et la Psychologie de la Forme. Meurant ne reconnaît aucun emprunt à l’art moderne ou post-moderne. Il voit des similitudes entre ce qu’il peint et des œuvres géométriques traditionnelles d’Afrique subsaharienne, qu’il a collectionnées et étudiées: le dessin de peuples Kubas (Kasaï, RDC) et celui des pygmées Mbuti (Ituri, RDC). Il s'est également intéressé aux sculptures tanzanienne et oubanguienne. Il a abordé des thèmes asiatiques, tibétain et chinois notamment, présenté des analogies entre des œuvres d'arts traditionnels d'Afrique centrale et de notre art moderne, traité de sujets généraux tels que l'enseignement artistique, l'art des femmes, les œuvres d'artistes enfants ou la marginalité des créateurs, ou encore écrit sur quelques artistes contemporains (notamment Pierre Cordier, Kitty Crowther, Camille De Taeye, Christian Dotremont, Elisabeth Ivanovsky, Anne Kellens, Stéphane Mandelbaum, Jean-Luc Moerman, Thierry Mortiaux, Anna Staritsky, Pierre Radisic).

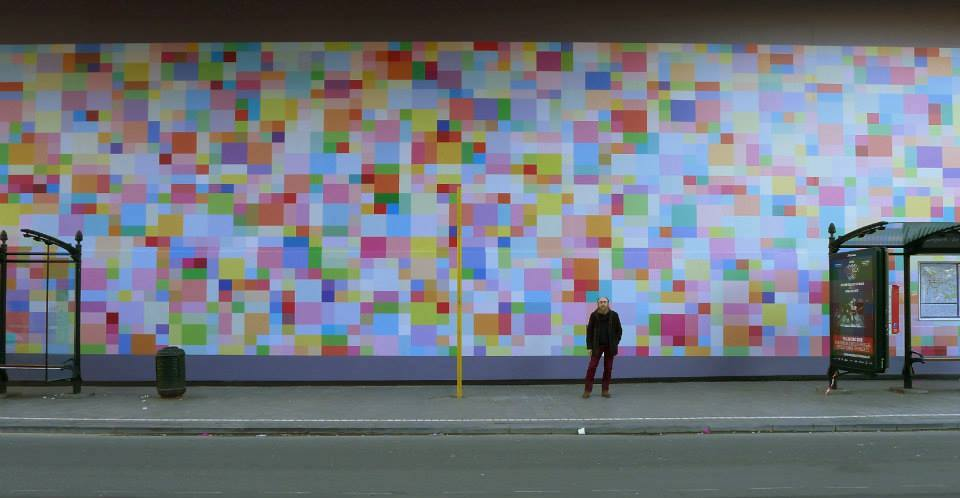
The mint - Brussels - Photo Thierry Henrard

Meurant adapte l’induction figurale à l'édification de décors monumentaux depuis 2010. Dix-sept projets ont été conçus en collaboration avec l’architecte et ingénieur Philippe Samyn, quatre sont réalisés. Le siège d’AGC Glass Europe (Louvain-la-Neuve, 2014) présente 400 m2 de fresques polychromes et un jeu de deux cents vitrages. À l'entrée d'un parc culturel se dresse, sur une île en face de Zhoushan à 400 km au sud de Shanghai, une tour de 60 m dont les quatre façades portent, peinte sur acier en usine, une composition plus taoïste que confucianiste (Lujiashi, 2010-2016). Le décor du Bâtiment Europa, le siège principal du Conseil européen et du Conseil de l’Union européenne (Bruxelles, 2010-2017) comprend 7 560 m2 de plafonds polychromes en dalles de feutres teintées dans la masse distribués en treize étages de salles et de salons, 1 350 m2 de tapis polychromes pour quatre salles, 2 500 m2 de polychromies verticales pour quatorze trémies d’ascenseurs, des compositions à forte dominante rouge ou verte et d’autres polychromes pour un millier de portes. Une composition de 91 m2 est imprimée pour le lobby de la K-Tower, un immeuble d'appartements (Kortrijk, 2018). Par ailleurs le chantier de rénovation de The Mint Brussels, un bâtiment de AG Real Estate en centre ville, fut masqué durant neuf mois par trois fresques, imprimées sur bâches, totalisant 1 045 m2 (2015-2016). Un bus électrique de 24 m de long de la Société d'économie mixte des transports en commun de l'agglomération nantaise (Semitan) circulant en site propre porte depuis 2019 et pour dix ans un décor commandé par la société publique Le Voyage à Nantes. Conçue sans émotion, vide d’intention, ouverte à toute projection en elle en regard du lieu d’exposition de sa fonction combinatoire, l’induction figurale se prête à illustrer métaphoriquement tout processus d’interactions multiples et en constante évolution – par exemple celles entre les états et régions d'Europe dans leurs diversités culturelles – par des dynamiques de croissances et de mutations en accord avec l’idée d’un effort, d'un travail, d'un devenir : activité, positivité, énergie.